# 성수 그릇

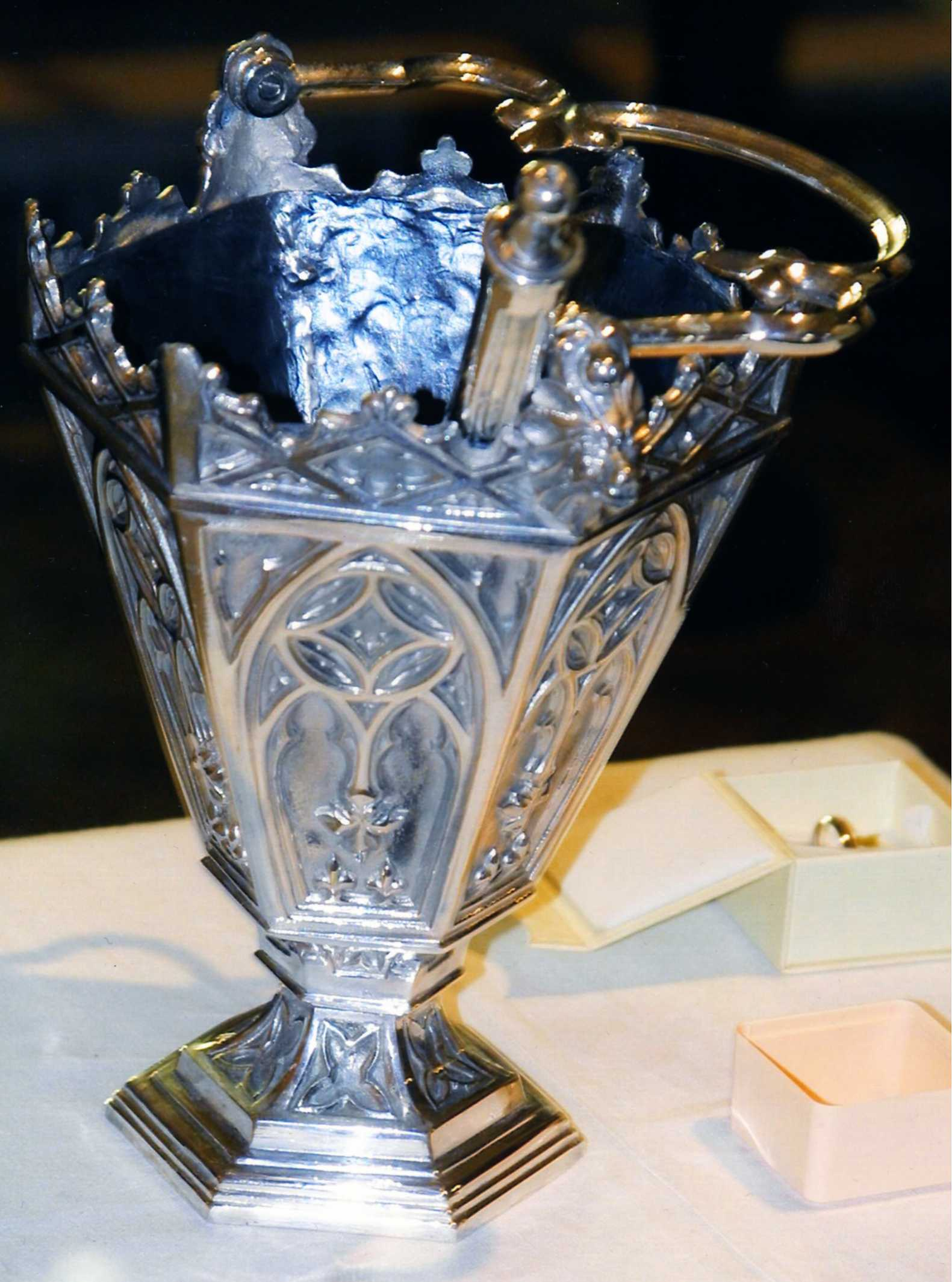
성수가 담긴 성수 그릇

성수 그릇(라틴어: vas cum aqua benedicta)은 성수 예식에서, 재의 수요일에 재를 축복하는 예식에서, 주님 수난 성지 주일에 성지 가지를 축복하는 예식에서, 파스카 성야에서 세례 서약 갱신 예식에서, 2월 2일 주님 봉헌 축일에 초를 축복하는 예식에서 , 병자 방문 때에 병자에게 성수를 뿌리는 경우에, 주교의 본당 사목구 방문에서 주교가 성수를 뿌리는 경우에, 성당 봉헌 예식에서 교우들에게 성수를 뿌리는 경우에, 전례서의 규범에 따라 사물을 축복하며 성수를 뿌리는 경우 등에서 그 성수를 담아 놓는 그릇이다. 집전자는 예식을 진행하면서 성수채를 이용하여 성수를 사람이나 사물에 뿌린다.
미사에 사용할 성수 그릇은 필요한 경우에 사용하도록 주수상에 성수채와 함께 놓아둔다. 미사 밖에서는 적당한 곳에 놓아 두거나, 필요하다면 봉사자가 잡고 있는다.

## 같이 보기
- 성수
- 성수채